# Živojin Mišić

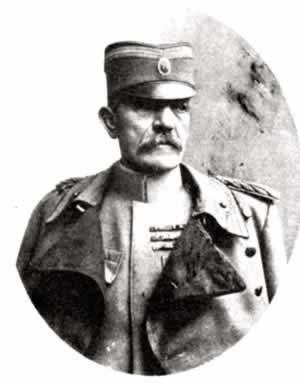
Živojin Mišić

Živojin Mišić (* 7. Julijul. / 19. Juli 1855greg. in Struganik, Fürstentum Serbien; † 20. Januar 1921 in Belgrad) war ein serbischer Feldmarschall (Woiwode) und einer der bedeutendsten serbischen Heerführer des frühen 20. Jahrhunderts.

## Leben
Mišić wurde als jüngstes von 13 Kindern einer wohlhabenden serbischen Bauernfamilie geboren. Er besuchte die höhere Schule in Kragujevac und Belgrad und wurde 1874 in die 11. Klasse der Alten Artillerieschule in Belgrad aufgenommen. 1876 unterbrach er seine Ausbildung, um am Serbisch-Osmanischen Krieg teilzunehmen. Im Dezember 1876 wurde er zum Leutnant und Kompanieführer befördert. Er diente ferner im Zweiten Serbisch-Osmanischen Krieg (Teil des Russisch-Osmanischen Krieges von 1877/78) und im kurzen Serbisch-Bulgarischen Krieg von 1885. Als neu beförderter Hauptmann widmete er sich anschließend der Vervollkommnung seiner Ausbildung, unter anderem im österreichischen Bruck an der Leitha. Ab 1888 absolvierte er einen Generalstabskurs, in dem Radomir Putnik einer seiner Lehrer war, und 1893 folgte die Beförderung zum Major im Generalstab. Als Oberstleutnant lehrte er von 1898 bis 1902 neben seinen sonstigen Aufgaben an der Militärakademie. 1901 erhielt er den Befehl über die Belgrader 9. Infanterie-Brigade und wurde zum Oberst befördert. Bereits im folgenden Jahr übernahm er den Befehl über die Drina-Infanterie-Division.
Nach dem Mord an König Aleksandar Obrenović 1903 wurde Mišić Assistent Putniks, nachdem dieser zum Chef des Generalstabes ernannt worden war, und bekleidete nach Putniks Ernennung zum Kriegsminister kurzzeitig selbst kommissarisch diesen Posten. Mišić war für seine öffentlich geäußerte Kritik an dem Putsch bekannt und Putnik wollte mit der von ihm betriebenen Personalie offenbar seine Unabhängigkeit von den neuen Machthabern unterstreichen. Im Frühjahr 1904 wurde Mišić nach erneuten Äußerungen gegen die Putschisten auf deren Veranlassung ohne Pension aus der Armee ausgeschlossen. In der folgenden Zeit versuchte er sich durch die Veröffentlichung seiner früheren Vorlesungen an der Militärakademie finanziell über Wasser zu halten, geriet jedoch in immer größere Schulden.
In der Zeit der Bosnischen Annexionskrise 1908/09 wurde er reaktiviert und auf seinen alten Posten als Assistent Putniks zurückberufen. Zudem leitete er die operative abteilung des Generalstabs. In diesen funktionen war er an der Vorbereitung des Ersten Balkankrieges beteiligt. Nach dem serbischen Sieg in der Schlacht von Kumanovo wurde er zum General ernannt. Im Zweiten Balkankrieg war der Sieg über Bulgarien an der Bregalnica wesentlich seiner Beharrlichkeit zu verdanken. Nach dem Ende des Krieges ging Mišić zum zweiten Mal in den Ruhestand.
Mit dem Ausbruch des Ersten Weltkriegs wurde Mišić erneut die „rechte Hand“ Putniks, der den Oberbefehl über die serbischen Streitkräfte übernommen hatte. Während der Schlacht an der Kolubara Ende 1914 erhielt er nach der Verwundung Petar Bojovićs den Befehl über die 1. Armee, mit der er entscheidend zum Sieg über die österreichisch-ungarischen Invasionstruppen beitrug. Für seine Verdienste wurde er anschließend zum Vojvoda ernannt. Während des Rückzugs der serbischen Armee nach dem Serbienfeldzug der Mittelmächte 1915 sprach sich Mišić für eine Fortsetzung des Kampfes aus, wurde aber bei einer Versammlung in Peć von seinen Kollegen und König Peter I. überstimmt. Die serbische Armee wurde zunächst nach Korfu evakuiert, um später an der Salonikifront wieder eingesetzt zu werden. Nach einem längeren Erholungsaufenthalt in Westeuropa übernahm Mišić wieder den Befehl über die 1. Armee und schlug die Bulgaren in Mazedonien zurück. Gegen Ende des Krieges wurde er zum Oberbefehlshaber der serbischen Armee ernannt und nahm als solcher an den erfolgreichen Schlussoffensive, die zum Ausscheiden Bulgariens aus dem Krieg führte, teil.
Mišić starb 1921 in Belgrad und wurde auf dem dortigen Neuen Friedhof beerdigt. Seine Memoiren wurden 1969 veröffentlicht.

## Namensgeber
Nach Mišić war ein Schaufelraddampfer der Jugoslawischen Donaudampfschiffahrt (JRB) benannt, welches ursprünglich 1918 als Radetzky für die DDSG gebaut wurde und noch im selben Jahr an den SHS-Staat abgegeben werden musste. Die „Vojvoda Mišić“ sank als Flüchtlingsschiff im Jahr 1944 nach einem Minentreffer auf der unteren Donau, über 300 Personen fanden dabei den Tod.